# 아스키아의 무덤

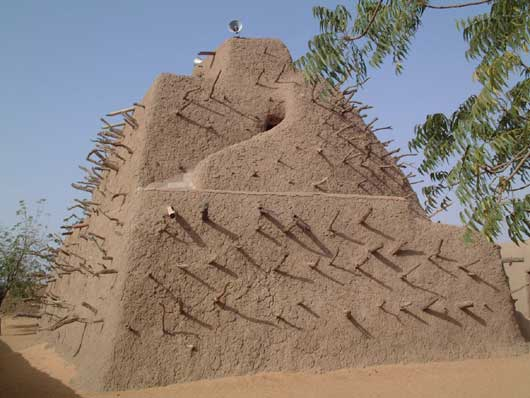

아스키아의 무덤(Tomb of Askia)은 말리 가오에 있는 무덤이다. 송가이 제국의 가장 번성했던 황제의 한 명인 아스키아 무함마드 1세의 무덤으로 믿겨진다. 15세기 말에 건조되었으며 유네스코 세계유산으로 지정되었다.
유네스코는 이 무덤을 진흙으로 만드는 서아프리카 사헬의 전통의 좋은 예시로 설명하고 있다. 이 단지에는 피라미드 무덤, 2개의 모스크, 1개의 묘지를 포함한다. 높이는 17미터이며 가오에서 식민지 이전 건축 모뉴먼트 중 가장 큰 것이다.

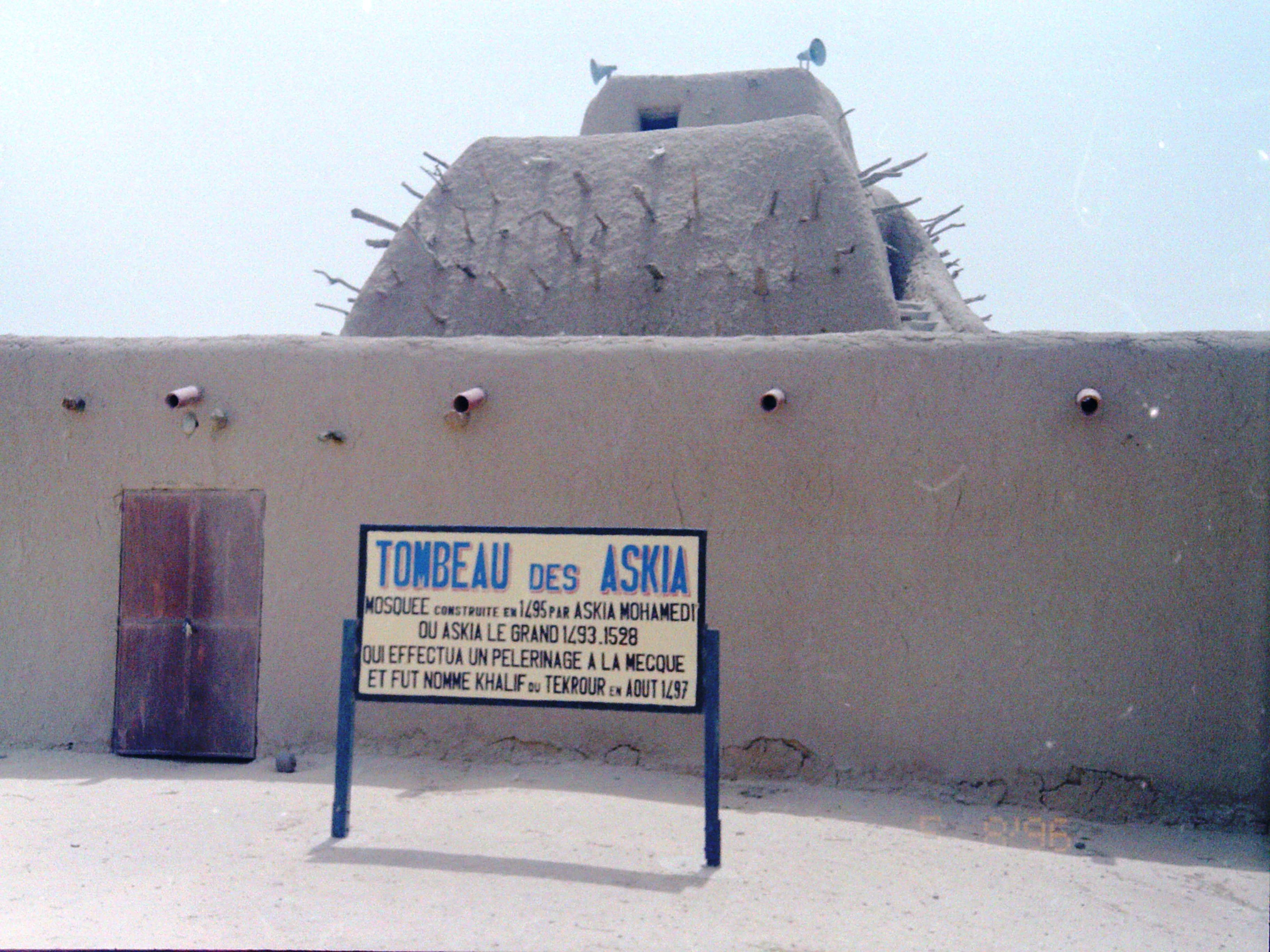
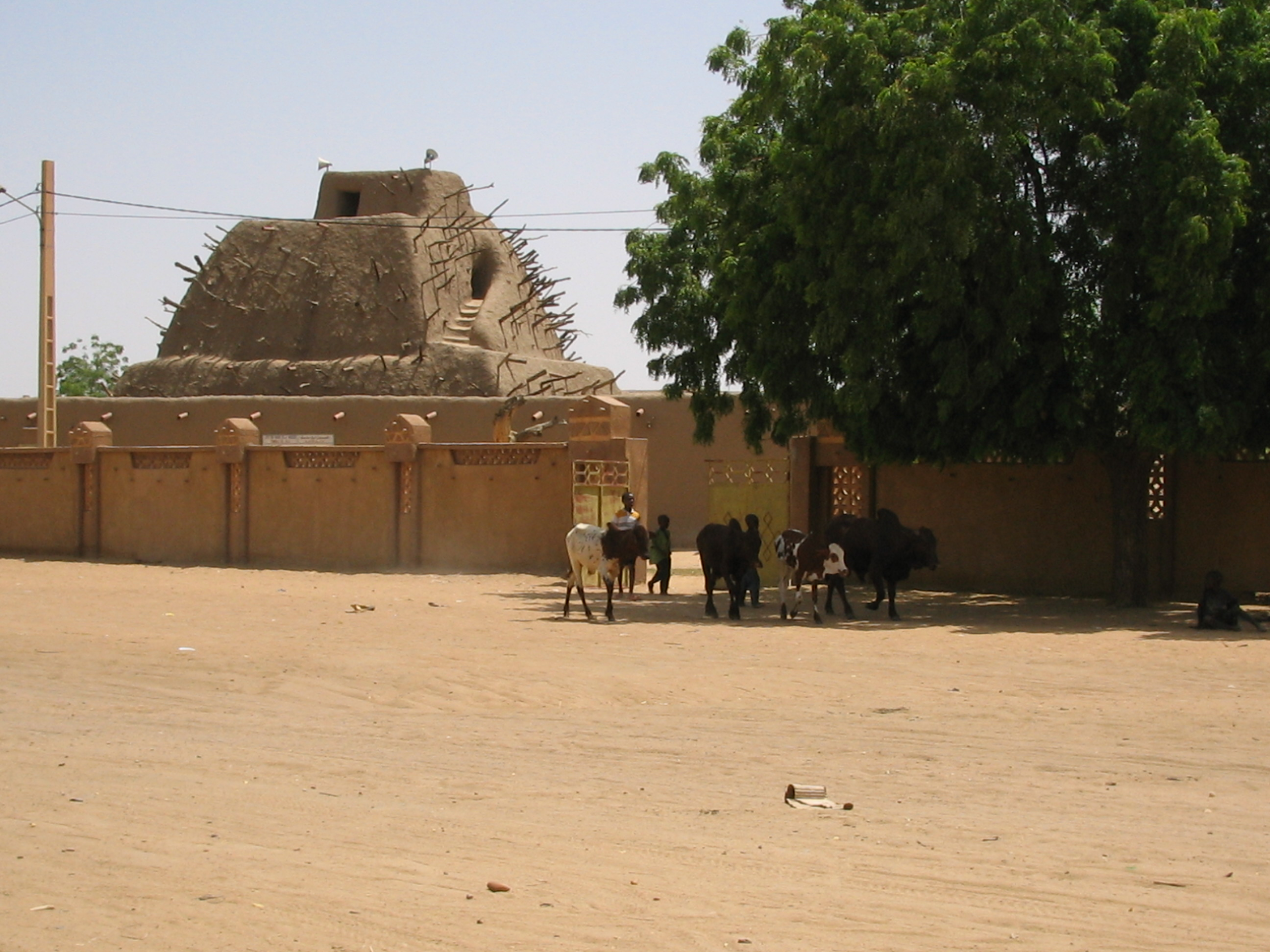